# Sinan Kurt (ur. 1996)
Sinan Georg Kurt (ur. 23 lipca 1996 w Mönchengladbach) – niemiecki piłkarz tureckiego pochodzenia, występujący na pozycji skrzydłowego. Obecnie bez klubu. Były młodzieżowy reprezentant Niemiec. Jego matka jest Niemką, jego ojciec Turkiem.

## Kariera klubowa

### Borussia Mönchengladbach
W 2007 roku Kurt trafił do akademii piłkarskiej Borussii Mönchengladbach. W trakcie dwóch sezonów spędzonych w zespole do lat 17 rozegrał w sumie 52 spotkania, w których strzelił 31 goli i zanotował 21 asyst. Swoją grą zapracował na nowy kontrakt, który związał go z Borussią do 2016 roku i w pewnym momencie miał zmienić się w profesjonalną umowę. Sezon 2013/14 Kurt spędził w drużynie U-19, w barwach której zdobył 16 bramek w 24 występach. W 2014 roku awansował do czwartoligowego zespołu rezerw, w którego barwach zadebiutował 2 sierpnia 2014 roku, zmieniając Marlona Rittera w 75. minucie przegranego 1:3 spotkania z Viktorią Köln.

### Bayern Monachium
Pod koniec sierpnia 2014 roku pojawiły się doniesienia o zainteresowaniu Kurtem ze strony Bayernu Monachium, jednak Borussia oficjalnie odmówiła sprzedaży zawodnika przed wygaśnięciem jego kontraktu w 2016 roku. Mimo to, Niemiecki Związek Piłki Nożnej orzekł nieważność umowy, gdyż podpisana ona została, gdy Kurt był jeszcze nieletni. Wobec tego 31 sierpnia 2014 roku Bayern oficjalnie potwierdził pozyskanie Kurta, który z nowym klubem związał się czteroletnią umową. 17 października tego samego roku rozegrał pierwszym mecz w zespole rezerw, zmieniając Patricka Weihraucha w 74. minucie wygranego 3:1 meczu z SV Schalding-Heining. 25 kwietnia 2015 roku zadebiutował w barwach pierwszej drużyny, zastępując Gianlucę Gaudino w 46. minucie wygranego 1:0 ligowego spotkania z Herthą.

### Hertha
7 stycznia 2016 roku Kurt został zawodnikiem Herthy, z którą związał się trzyipółletnim kontraktem.

## Statystyki kariery
(aktualne na dzień 22 sierpnia 2016)
| Klub                        | Sezon              | Liga                 | Liga  | Liga   | Puchar kraju | Puchar kraju | Suma  | Suma   |
| Klub                        | Sezon              | Liga                 | Mecze | Bramki | Mecze        | Bramki       | Mecze | Bramki |
| --------------------------- | ------------------ | -------------------- | ----- | ------ | ------------ | ------------ | ----- | ------ |
| Borussia Mönchengladbach II | 2014/15            | Regionalliga West    | 1     | 0      | –            | –            | 1     | 0      |
| Bayern Monachium II         | 2014/15            | Regionalliga Bayern  | 1     | 0      | –            | –            | 1     | 0      |
| Bayern Monachium II         | 2015/16            | Regionalliga Bayern  | 15    | 1      | –            | –            | 15    | 1      |
| Bayern Monachium            | 2014/15            | Bundesliga           | 1     | 0      | 0            | 0            | 1     | 0      |
| Hertha BSC II               | 2015/16            | Regionalliga Nordost | 6     | 1      | –            | –            | 6     | 1      |
| Hertha BSC II               | 2016/17            | Regionalliga Nordost | 7     | 1      | –            | –            | 7     | 1      |
| Hertha BSC II               | 2017/18            | Regionalliga Nordost | 21    | 1      | –            | –            | 21    | 1      |
| Hertha BSC                  | 2016/17            | Bundesliga           | 2     | 0      | 1            | 0            | 3     | 0      |
| WSG Wattens                 | 2018/19            | 2. Liga              | 13    | 1      | 0            | 0            | 13    | 1      |
| SV 1919 Straelen            | 2020/21            | Regionalliga West    | 7     | 0      | 0            | 0            | 7     | 0      |
| FC Nitra                    | 2021/22            | Fortuna liga         | 13    | 0      | 0            | 0            | 13    | 0      |
| Ogólnie w karierze          | Ogólnie w karierze | Ogólnie w karierze   | 94    | 5      | 1            | 0            | 95    | 5      |

## Sukcesy

### Klubowe
Bayern Monachium
- Mistrzostwo Niemiec: 2014/15

WSG Wattens
- Mistrzostwo 2. Ligi: 2018/19